# Syningen
Syningen är en sjö i Norrtälje kommun i Uppland och ingår i Norrtäljeåns huvudavrinningsområde. Sjön har en area på 1,22 kvadratkilometer och ligger 14 meter över havet. Sjön avvattnas av vattendraget Norrtäljeån (Ålderskärrån). Vid provfiske har en stor mängd fiskarter fångats, bland annat abborre, björkna, braxen och gärs.

## Delavrinningsområde
Syningen ingår i det delavrinningsområde (662923-164351) som SMHI kallar för Utloppet av Syningen. Medelhöjden är 27 meter över havet och ytan är 12,95 kvadratkilometer. Räknas de 5 avrinningsområdena uppströms in blir den ackumulerade arean 112,35 kvadratkilometer. Avrinningsområdets utflöde Norrtäljeån (Ålderskärrån) mynnar i havet. Avrinningsområdet består mestadels av skog (52 procent), öppen mark (12 procent) och jordbruk (24 procent). Avrinningsområdet har 1,3 kvadratkilometer vattenytor vilket ger det en sjöprocent på 10,1 procent. Bebyggelsen i området täcker en yta av 0,08 kvadratkilometer eller 1 procent av avrinningsområdet.

## Fisk
Vid provfiske har följande fisk fångats i sjön:
- Abborre
- Björkna
- Braxen
- Gärs
- Gädda
- Gös
- Löja
- Mört
- Ruda
- Sarv
- Sutare